# Рупрехт II фон Дюрн-Форхтенберг
Рупрехт II фон Дюрн-Форхтенберг (на немски: Ruprecht II. von Dürn Herr zu Forchtenberg; * пр. 1248 във Форхтенберг; † сл. 6 май 1306) е благородник от род фон Дюрн, господар на Дюрн и Форхтенберг в Баден-Вюртемберг.
Той е третият син на Конрад I фон Дюрн († 1258) и съпругата му Мехтилд фон Лауфен (* пр. 1254; † 1276/1277), дъщеря на граф Попо IV фон Лауфен († 1212/1219), внучка на Попо III фон Лауфен и Аделхайд фон Фобург. Майка му е роднина на император Фридрих I Барбароса. Внук е на Улрих I фон Дюрн († сл. 1212) и съпругата му Лукардис († сл. 18 март 1222).
През 1251 г. баща му Конрад I фон Дюрн разделя собствеността си между синовете си: Бопо I († 1276) получава графството Дилсберг, Рупрехт II територията ок. Форхтенберг, и Улрих III († 1308) територията ок. Вилденбург. След подялбата Бопо и Рупрехт вземат нов герб.
С измирането на графовете фон Дюрн замъкът и градът Форхтенберг отиват през ранния 14 век на господарите фон Хоенлое-Вайкерсхайм.

## Фамилия
Рупрехт II фон Дюрн-Форхтенберг се жени 1253 г. (разрешение от папата на 10 декември 1253) за Мехтилд фон Хоенлое-Браунек († 1293), вдовица на пфалцграф Конрад I фон Тюбинген († пр. 1253), дъщеря на граф Конрад фон Хоенлое-Браунек-Романя († 1249) и Петриса фон Бюдинген († сл. 1249). Те имат децата:
- Рупрехт III фон Дюрн († 1323), граф
- Аделхайд фон Дюрн († сл. 1306), монахиня в Зелигентал
- дъщеря, омъжена за Конрад фон Крутхайм-Боксберг († 1281), син на Крафто фон Крутхайм-Боксберг († 1268/1271) и Аделхайд фон Велденц († пр. 1268). Той е внук на Волфрад I фон Крутхайм († 1234) и Аделхайд фон Боксберг († сл. 1213)
- Мехтилд фон Дюрн († ок. 1288/1292), омъжена пр. 30 март 1282 г. за граф Рудолф II фон Вертхайм († 1303/1306)